# Andreas Renschler
Andreas Renschler (* 29. März 1958 in Stuttgart) ist ein deutscher Manager. Er war vom 1. Februar 2015 bis zum 15. Juli 2020 als Mitglied des Vorstands der Volkswagen AG für den Geschäftsbereich Nutzfahrzeuge zuständig. Weiterhin ist er Vorsitzender des beim Bundesverband der Deutschen Industrie angesiedelten Lateinamerika-Ausschusses der Deutschen Wirtschaft (LADW). Davor war er vom Oktober 2004 bis März 2013 als Vorstandsmitglied der Daimler AG für das LKW-Geschäft zuständig und von April 2013 bis Januar 2014 für Produktion und Einkauf Mercedes-Benz Cars sowie für das gesamte Geschäftsfeld Mercedes-Benz Vans verantwortlich. Bis Juli 2020 war er Vorstandsvorsitzender der Traton AG.

## Leben
Renschler studierte nach Beendigung der Lehre zum Bankkaufmann von 1979 bis 1983 Wirtschaftsingenieurwesen in Esslingen am Neckar mit dem Abschluss Diplom-Wirtschaftsingenieur. Von 1984 bis 1987 studierte er an der Universität Tübingen Betriebswirtschaftslehre, wo er zusätzlich einen Abschluss als Diplom-Kaufmann machte. Dort wurde er Mitglied der Studentenverbindung AV Igel Tübingen.  Seine Diplomarbeit schrieb er beim Computerunternehmen Hewlett-Packard.
1988 trat Renschler im Bereich Organisation und EDV in die Daimler-Benz AG ein. 1989 arbeitete er im Stab des Mercedes-Benz-Vorstandsvorsitzenden Werner Niefer und übernahm dann die Leitung von Projektteams im Bereich Unternehmensplanung. 1992 war er Assistent des designierten Vorstandsvorsitzenden Helmut Werner. 1993 übernahm er das Projekt AAV (All Activity Vehicle). Auftrag war es ein neuartiges Luxus SUV zu entwickeln und einen Produktionsstandort in den USA auszuwählen und aufzubauen. Das Ergebnis war die neu entwickelte Mercedes-Benz M-Klasse, die seit 1997 im von Renschler seit 1993 aufgebauten Werk in Vance im Tuscaloosa County, US-Bundesstaat Alabama, gebaut wurde.
Nach der Leitung der Sparte M-Klasse und als Chef der Produktionstochter Mercedes-Benz U.S. International Inc. (MBUSI) wechselte Renschler 1999 in die Stuttgarter Konzernzentrale und wurde Leiter der Personalentwicklung in der inzwischen mit der amerikanischen Firma Chrysler zum DaimlerChrysler-Konzern fusionierten AG.
Von 1999 bis 2004 war Renschler Chef der smart GmbH.
Im Frühjahr 2004 wurde Renschler neben seiner Aufgabe bei smart bei der Mitsubishi Motors Corporation (MMC) in Tokio eingesetzt, um strategische und operative Optionen für MMC innerhalb der Daimler-Gruppe zu prüfen. Ergebnis war der Ausstieg von Daimler bei MMC.
Ab dem 1. Oktober 2004 war Andreas Renschler Mitglied des Vorstands der Daimler AG und von Oktober 2004 bis März 2013 verantwortlich für Daimler Trucks und Daimler Buses.
Ab dem 1. April 2013 war er verantwortlich für Produktion und Einkauf Mercedes-Benz Cars und für das gesamte Geschäftsfeld Mercedes-Benz Vans.
Am 28. Januar 2014 erklärte er überraschend seinen Rücktritt.
Im Februar 2014 gab die Volkswagen AG bekannt, Renschler sei zum 1. Februar 2015 zum Mitglied ihres Vorstands für den Geschäftsbereich Nutzfahrzeuge berufen worden. Seit Februar 2015 ist Andreas Renschler im Vorstand der Volkswagen AG mit der Führung und stärkeren Vernetzung der Nutzfahrzeugmarken betraut. Am 5. Mai 2015 wurde bekannt gegeben, dass die Lkw- und Busmarken der Volkswagen AG nunmehr unter einem Dach, der Truck & Bus GmbH gebündelt werden. Andreas Renschler ist Leiter dieser Holding.
Im Mai 2016 geriet seine außergewöhnlich hohe VW-Rente in die Kritik. Nach fünf Jahren bei Volkswagen erhält Renschler – zusätzlich zu seiner Daimler-Altersversorgung – rund 60.000 € VW-Rente pro Monat.

## Laufende und abgeschlossene Engagements
- Mitglied des Aufsichtsrats der GEA Group, seit September 2023[9]
- Vorsitzender des Aufsichtsrats der MAN SE, seit 2015
- Mitglied des Aufsichtsrats der Deutsche Messe AG, seit 2005
- Vorsitzender des Hochschulrates der Hochschule Reutlingen, seit 1999
- Mitglied des Aufsichtsrats der Tognum-Gruppe, 2008 bis 2013
- Präsident der Nutzfahrzeughersteller im Verband der European Automobile Manufacturers Association (ACEA), 2008
- Mitglied des Hochschulrates der Fachhochschule für Technik Esslingen, 2000 bis 2006
- Leiter des Vorstandskreises für Nutzfahrzeuge des VDA (Verband der Automobilindustrie), 2004

## Sonstiges
Nachdem Renschler 1993 das Mercedes-Benz Werk in Tuscaloosa, Alabama aufgebaut hatte, ist die Region zu einem Zentrum der Automobilindustrie im Süden der USA geworden. Auch andere Hersteller haben sich später in Alabama angesiedelt – z. B. Toyota, Honda und Hyundai. Heute gilt Tuscaloosa aber noch immer als vorübergehende Heimat vieler Deutscher, die als sogenannte Expatriates für Daimler häufig einige Jahre in Tuscaloosa/Vance arbeiten. Das Mercedes-Benz Werk ist der größte Arbeitgeber der Region. Es fertigt die Sport Utility Vehicles (SUV) GLE, GLE Coupé und GLS und seit 2014 die C-Klasse für den nordamerikanischen Markt. Darüber hinaus hat Renschler eine Studienstiftung ins Leben gerufen.

## Auszeichnungen
- 1993: Ehrendoktor der University of Alabama
- 2008: Ehrensenator der Hochschule Reutlingen